# James Madison
James Madison (Port Conway, 16 marzo 1751 – Port Conway, 28 giugno 1836) è stato un politico statunitense.
È stato il 4º presidente degli Stati Uniti d'America dal 1809 al 1817, nonché uno dei maggiori esponenti, insieme a Thomas Jefferson, del Republican Party, poi ribattezzato dagli storici Partito Democratico-Repubblicano.
È considerato uno dei padri fondatori degli Stati Uniti e uno dei principali autori della Costituzione.
Per la sua salute precaria non poté arruolarsi nell'esercito di George Washington, ma diede il suo contribuito alla causa delle colonie con l'attività di giurista. Partecipò alla stesura della Costituzione e si preoccupò anche di convincere i vari Stati ad accettarla.
La convinzione che segnò maggiormente il pensiero politico teorico di Madison era che la nuova repubblica necessitasse di controlli ed equilibri di poteri onde tutelare i diritti individuali dalla tirannia della maggioranza. Come segretario di Stato di Jefferson (1801-1809), Madison seguì l'acquisto della Louisiana, che raddoppiò le dimensioni della nazione, e appoggiò lo sfortunato embargo del 1807.
Come presidente, guidò la nazione nella guerra del 1812 contro la Gran Bretagna. Durante e dopo la guerra, Madison cambiò molte delle sue posizioni. Nel 1815 sostenne la creazione della seconda banca nazionale, una forte politica militare e alti dazi sui beni importati per proteggere le nuove fabbriche aperte durante la guerra.

## Biografia

### Infanzia
Nacque a Port Conway, nello Stato della Virginia, il 16 marzo 1751. Proveniva da una famiglia numerosa, dove si contavano tredici figli, di cui solo nove sopravvissero all'infanzia. Suo padre era James Madison Senior (1723-1801), colonnello e proprietario di una piantagione di tabacco nella contea di Orange in Virginia. La madre era Eleanor Rose (Nelly) Conway (1731-1829), nata a Port Conway come il figlio James, figlia di un proprietario terriero. Si erano sposati il 15 settembre 1749.
Fra i fratelli e le sorelle di James:
- Francis Taylor Madison (18 giugno 1753–1800)
- Ambrose Madison (27 gennaio 1755–ottobre 1793), sposò Mary Willis Lee
- Catlett Madison (10 febbraio 1758–18 marzo 1758)
- Nelly Conway Madison (14 febbraio 1760–24 dicembre 1802)
- William Taylor Madison (1762-1843)
- Sarah Catlett Madison (1764–1843)
- Elizabeth Madison (1768–1775)
- Reuben Madison (1771–1775)
- Frances Taylor Madison (1774–1823)

Inoltre suo cugino fu il primo vescovo della diocesi della Virginia della chiesa episcopale, James Madison (1749-1812).

### Studi
Per la sua cagionevole salute, da ragazzo studiò in casa, poiché gli erano state sconsigliate le scuole pubbliche; dagli 11 ai 16 anni fu affidato alle cure dell'istruttore scozzese Donald Robertson, mentre al suo ritorno a casa fu la volta del reverendo Thomas Martin, che lo preparò in due anni per l'università.
Sempre per motivi di salute non scelse il College di William e Mary ma, nel 1769, si iscrisse al College of New Jersey (ora Università di Princeton), laureandosi nel settembre del 1771.
Dopo la laurea, Madison rimase a Princeton iniziando lo studio di teologia, lingua ebraica e filosofia politica, ai tempi in cui il rettore dell'università era John Witherspoon; in seguito tornò nella casa di famiglia, chiamata Montpelier, nella primavera del 1772. Studiò anche legge, senza ottenere l'abilitazione ad esercitare. Pensava a una carriera ecclesiastica, ma ebbe un futuro nella politica.

### Carriera politica
Nel 1776 Madison fu eletto nel Parlamento del suo Stato, dove sostenne le tesi di Thomas Jefferson (del quale sarebbe divenuto amico e collaboratore) sulla completa libertà religiosa da attuare in Virginia. Successivamente, nel 1779, venne eletto al Congresso continentale, riunitosi a Filadelfia, che stava dirigendo le ultime fasi della Guerra d'indipendenza americana.
Qui Madison svolse un ruolo di grande fermezza, specie sulle questioni economiche: le colonie nordamericane si erano infatti indebitate pesantemente per sostenere la guerra di indipendenza, tanto che molti Stati non potevano più pagare le contribuzioni di guerra, finendo vittime dell'inflazione. Il rappresentante della Virginia, in netto contrasto con il Parlamento del suo Stato, propose di affidare al Congresso poteri più ampi, e di proibire ai singoli Stati l'ulteriore emissione di carta moneta: oltre a ciò, riuscì ad ottenere che tutti gli Stati autorizzassero il Congresso ad imporre per venticinque anni una tassa sulle importazioni. Un altro tema che preoccupò Madison fu la navigazione sul Mississippi, come quando si oppose alla proposta dell'ambasciatore statunitense a Madrid, John Jay, di rinunciare ai diritti di navigazione sul fiume, che la Spagna aveva garantito al Regno Unito; Madison sosteneva che la nuova entità, gli Stati Uniti, era l'erede naturale dei diritti britannici.
Madison rimase deputato al Congresso fino al 1783, per poi essere eletto l'anno successivo alla Camera dei delegati della Virginia, dove si batté su questioni religiose: fautore della completa libertà di culto, si oppose infatti alla concessione di privilegi alla Chiesa episcopale e nel 1785 riuscì a far approvare il piano di Jefferson che instaurava la completa libertà di culto nello Stato. Nel 1786 fu tra i promotori della Convenzione di Annapolis, riunitasi per decidere i rapporti commerciali tra i singoli Stati e stabilire le rotte commerciali fluviali. Da questa riunione si svilupparono gli eventi che portarono alla convocazione della Convenzione di Filadelfia.

#### La Costituzione Americana
Durante la convenzione di Filadelfia, in cui i 55 delegati si riunirono tra il 25 maggio e il 17 settembre 1787 nell'Independence Hall di Filadelfia allo scopo di riformare gli articoli della Confederazione, vennero presentate alcune proposte su cui si dovevano porre le basi per la creazione della Costituzione degli Stati Uniti. Il piano della Virginia fu redatto da Madison, a cui si oppose il piano del New Jersey, preparato da William Paterson: entrambi furono presentati e giudicati durante l'incontro.
Nel 1788, durante un incontro con Alexander Hamilton e John Jay, si discusse sulla ratifica della Costituzione; Madison scrisse buona parte dei Federalist Papers, con cui espresse un pensiero che legava i termini di espansione, libertà e repubblicanesimo. I suoi appunti avrebbero suscitato nuovamente interesse politico e filosofico nel XX secolo negli Stati Uniti.
Fra i pensieri innovativi, la contestazione dell'idea che una nazione piccola e con una popolazione omogenea fosse sinonimo di una repubblica con lunga prospettiva di durata e priva di quelle tirannie di eventuali maggioranze.

#### L'opposizione ad Hamilton
Alexander Hamilton cercò nel 1790 di trasformare in debito federale sia il debito interno sia quello estero che gli Stati della confederazione avevano contratto (quasi 56 milioni di dollari), Madison osteggiò il processo per quanto riguardava il debito interno, in quanto i creditori maggiori avevano agito con metodi ai limiti della legalità e voleva fare un distinguo fra i vari casi, ma venne approvata l'idea di Hamilton. Proteste più forti riguardarono i debiti del Massachusetts, che nessuno voleva accollarsi; Madison convinse il Congresso durante il mese di aprile a respingere l'ulteriore addebito, ma Hamilton ad agosto riuscì a far cambiare di nuovo idea al Congresso. A portare all'approvazione delle proposte di Hamilton contribuì il cosiddetto "compromesso del 1790", che previde come contropartita l'instaurazione della capitale federale nel distretto di Columbia, da cui sorse Washington.
Anni dopo i due si trovarono nuovamente in disaccordo in occasione dell'istituzione della banca degli Stati Uniti. Hamilton aveva preso come modello quella inglese ed il capitale proposto era di 10 milioni di dollari; Madison, al momento in cui venne proposta la legge di istituzione della banca, trovò che violasse i principi della Costituzione. Nello specifico, nella motivazione da lui addotta si leggeva che la Costituzione non avrebbe conferito alcun potere del genere (quello di dare statuto a una società) al Congresso. Dopo l'approvazione della legge, il presidente George Washington, prima di apporvi la firma, rifletté molto sulle parole di Madison. Nel 1797, scaduto il secondo mandato presidenziale di Washington, Madison si ritirò per quattro anni dalla vita politica, tornando nelle sue piantagioni di tabacco in Virginia.

### Il matrimonio

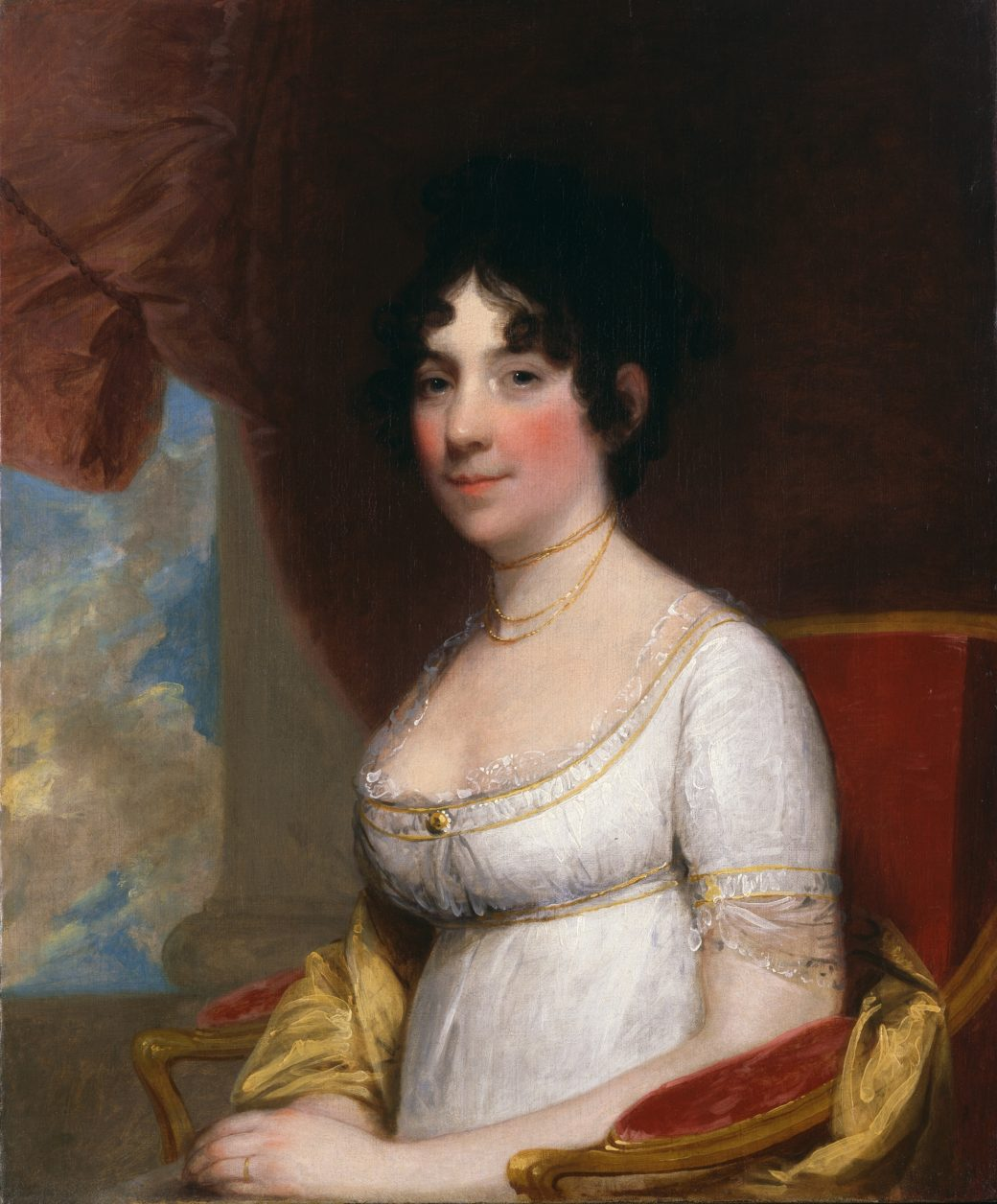
Dolley Madison, moglie di James Madison, nel 1804 circa, ritratta da Gilbert Stuart

Il 15 settembre 1794 James Madison sposò Dolley Payne Todd Madison (20 maggio 1768-12 luglio 1849), una vedova di 26 anni con un figlio, che lo aiutò anche a vincere la sua timidezza per poter aspirare al vertice del potere. La sorella di Dolly, Lucy Payne, aveva sposato George Steptoe Washington, un nipote del presidente Washington.

### Segretario di Stato di Jefferson
Quando, il 4 marzo 1801, il suo antico amico e maestro Thomas Jefferson divenne presidente degli Stati Uniti, Madison riapparve nell'agone politico come suo segretario di Stato (carica equivalente a quella di ministro degli Esteri). In questa veste, nel 1803 condusse per conto di Jefferson l'acquisto della Louisiana, un territorio che andava da New Orleans e tutto il versante destro della valle del Mississippi fino alle Montagne Rocciose, ceduto per 15 milioni di dollari da Napoleone agli Stati Uniti; questi raddoppiarono così la loro estensione territoriale. Sempre per conto di Jefferson, strenuo sostenitore della neutralità nei conflitti europei, Madison fu il principale promotore della serie di leggi note come "embargo del 1807", che impedivano il commercio con tutti i Paesi europei impegnati in guerra, cosa che alla fine si ritorse contro l'economia statunitense. Oltre a questo nacquero gravi tensioni con l'Inghilterra (verso la quale, alla fine del mandato, Jefferson reindirizzò l'embargo), dovuti anche a continui incidenti in mare, dove spesso navi da guerra inglesi fermavano i mercantili statunitensi per arruolarne a forza i marinai di origine inglese. Questo stato di tensione sarebbe stato uno dei fattori principali della guerra del 1812, definita dagli storici statunitensi "Seconda Guerra d'Indipendenza americana".

### La presidenza
Scaduto il mandato di Jefferson, Madison, ora a capo del Partito Democratico-Repubblicano, fu eletto presidente degli Stati Uniti nel novembre del 1808, insediandosi il 4 marzo 1809.
Benché avesse ereditato uno stato di crescente ostilità contro gli inglesi, lasciatogli dal suo predecessore, il nuovo presidente preferì prima di tutto continuare l'espansione ad ovest degli Stati Uniti, a danno degli indiani locali (guerra di Tecumseh, condotta dal generale William Henry Harrison, anch'egli futuro presidente). Ciò causò l'alleanza di molte tribù indiane con la Gran Bretagna nella guerra scoppiata di lì a poco.
Il 18 giugno 1812 Madison fu costretto a cedere alle pressioni dei War Hawks, i "falchi" che volevano la guerra contro gli inglesi, causata, per larga parte, dalla politica britannica di pressione nei confronti degli Stati Uniti, in particolare per l'obbligo per i cittadini statunitensi di arruolarsi nella Royal Navy e per il blocco dei porti francesi interessati al commercio franco-americano. Quel giorno il Congresso votò a stretta maggioranza la guerra contro il Regno Unito, che si susseguì a fasi alterne a favore ora dell'uno ora dell'altro contendente.
Dopo aver conquistato e successivamente perso Detroit, gli inglesi, guidati dall'ammiraglio George Cockburn, tra il 24 e il 25 agosto 1814 conquistarono la capitale Washington, che venne data alle fiamme insieme alla residenza presidenziale, costringendo Madison alla fuga. La guerra si concluse con il trattato di Gand, firmato il 24 dicembre 1814 in Belgio, che ristabiliva lo status quo precedente e impegnava le parti a risolvere diplomaticamente i propri contenziosi territoriali. Poco prima della firma arrivò la notizia di una grande vittoria statunitense nella battaglia di New Orleans, combattuta l'8 gennaio 1815 dall'esercito del generale Andrew Jackson, futuro presidente.
Durante la guerra, nel 1812, Madison fu rieletto a un secondo mandato. Il successo a New Orleans, sebbene superfluo, migliorò parzialmente la sua immagine pubblica, appannata dall'esito incerto del conflitto. Durante il suo secondo periodo alla guida del Paese, Madison annesse all'Unione i nuovi Stati della Louisiana (30 aprile 1812), dell'Indiana (11 dicembre 1816) e del Mississippi (10 dicembre 1817). In campo economico, il presidente fondò il 10 aprile 1816 la Banca degli Stati Uniti d'America, che aveva il compito di gestire i fondi del governo federale e poteva stampare carta moneta e, sempre nello stesso anno, riuscì a far approvare dal Congresso i primi dazi doganali protezionisti nella storia degli Stati Uniti, al fine di proteggere l'industria pesante, nata dalle commesse di guerra.
Nel 1817, terminato il secondo mandato, l'ex presidente si ritirò in Virginia, nella residenza di Montpelier, non molto distante dalla tenuta di Thomas Jefferson.

### Ultimi anni
Quando Madison lasciò la presidenza si ritrovò più povero di quando era entrato, a causa del crollo finanziario della sua piantagione, dovuto anche alla cattiva gestione del suo figliastro. Nel 1826, dopo la morte di Jefferson, Madison gli succedette come rettore dell'università della Virginia. Fu la sua ultima attività. Mantenne la carica per dieci anni, fino alla sua morte il 28 giugno 1836. Venne sepolto presso il cimitero di Montpelier, in Virginia.
Negli ultimi anni della sua vita Madison fu afflitto da problemi finanziari, che provocarono il deterioramento della sua salute fisica e mentale. Divenne estremamente preoccupato, inoltre, per la sua eredità storica: iniziò a modificare lettere e altri documenti in suo possesso, cambiando giorni e date, aggiungendo ed eliminando parole e frasi. Con il tempo questa sua mania di "rettificare" diventò un'ossessione. Non solo si preoccupò di sistemare documenti suoi originali, ma imitò anche la calligrafia di Jefferson e apportò cambiamenti ad alcune delle sue lettere.
"Durante gli ultimi sei anni della sua vita, in mezzo a un mare di problemi personali [finanziari] che minacciavano di travolgerlo, letteralmente malato d'ansia, cominciò a disperare della sua capacità di farsi capire dai suoi cittadini" (Garry Wills).
La personalità di Madison ci è fornita dal libro "Reminiscenze di un uomo di colore di James Madison", raccontato da un suo ex schiavo, Paul Jennings, che servì il presidente per molti anni, prima da valletto e poi come cameriere per il resto della vita di Madison. Jennings pubblicò il suo breve racconto nel 1865; in esso mostrò massimo rispetto per il presidente, parlando di lui come un uomo buono, che non colpì mai uno schiavo, né consentì ai sorveglianti di farlo. Jennings affermò nella sua opera che, se uno schiavo si comportava male, Madison preferiva incontrarlo in privato per parlare dell'errato comportamento e sistemare le cose con diplomazia.

### Giudizio storico
Lo storico Garry Wills ha scritto: "La nostra ammirazione nei confronti di Madison non si basa su una sua perfetta coerenza, più di quanto non si basa sulla sua presidenza. Egli ebbe altre virtù. ... Come estensore e difensore della Costituzione non aveva pari. ... La parte migliore della condotta di Madison come presidente era la sua preoccupazione per la salvaguardia della Costituzione. ... Nessun uomo poté fare tutto per il paese, nemmeno Washington. Madison fece più di tutti, e fece alcune cose meglio di qualsiasi altro. Questo è sufficiente."
George F. Will una volta scrisse "Se davvero credessimo che la penna è più potente della spada, la capitale della nostra nazione sarebbe chiamata Madison, DC, invece di Washington, DC".

### Curiosità
In suo onore, poco dopo la sua morte, a New York una piazza venne chiamata Madison Cottage, poi rinominata Madison Square.
James Madison è stato il presidente degli Stati Uniti più basso della storia: la sua altezza era infatti pari a 163 cm.